# 日野町立日野小学校
日野町立日野小学校（ひのちょうりつ ひのしょうがっこう）は、滋賀県蒲生郡日野町大窪にある公立小学校。

## 沿革
- 1873年（明治6年）から1877年（明治10年） - 徳隣学校・啓迪学校・麗沢学校を設立。
- 1880年（明治13年） - 啓迪学校移転・新築。
- 1886年（明治19年）11月 - 3校を統合し尋常高等科日野小学校を設立。校舎は啓迪学校校舎を使用。
- 1888年（明治21年）10月 - 簡易科村井小学校を統合。
- 1889年（明治22年）4月 - 簡易科松尾小学校を統合。
- 1892年（明治25年）6月3日 - 尋常科日野小学校と改称。
- 1897年（明治30年） - 日野尋常高等小学校と改称。
- 1912年（大正元年） - 現在地に移転・校舎新築。
- 1929年（昭和4年）10月25・26日 - 朝香宮鳩彦王が御成。奉安庫前に松を手植えた[1]。
- 1941年（昭和16年）4月1日 - 国民学校令により日野国民学校と改称。
- 1947年（昭和22年）4月1日 - 学制改革により日野町立日野小学校と改称。
- 1955年（昭和30年）9月 - プール設置。
- 1958年（昭和33年）12月 - 新校歌制定。
- 1973年（昭和48年）6月 - 創立100周年記念式典挙行。
- 1987年（昭和62年）7月 - 新校舎竣工。
- 1988年（昭和63年）2月 - 体育館竣工。
- 1993年（平成5年）3月 - 新プール竣工。
- 2001年（平成13年）4月 - 日野町立鎌掛小学校と統合[2]。

## 通学区域
- 大字村井、村井一丁目、村井二丁目、村井三丁目、大字小井口、大字寺尻、大字木津、大字日田、大字大窪、大窪、中道一丁目、中道二丁目、大字河原、河原一丁目、河原二丁目、大字松尾、松尾一丁目、松尾二丁目、松尾三丁目、松尾四丁目、松尾五丁目、大字上野田、いせの、大字大谷、大字鎌掛（字杉谷の区域を除く。）[3]

## 進学先中学校
- 日野町立日野中学校

## 交通アクセス
- 近江鉄道本線（水口・蒲生野線）日野駅より日野町営バスで日野小学校前停留所下車、徒歩すぐ。
- 同駅より徒歩37分。

## 著名な出身者
- 伊藤みき（フリースタイルモーグルスキー選手）